# Звёздные войны: Окольные пути
«Звездные войны: Окольные пути» (англ. Star Wars Detours) — отменнёный американский комедийный фантастический мультипликационный телесериал, пародия на франшизу «Звездные войны», в стиле компьютерной анимации производства кинокомпании Lucasfilm Animation в сотрудничестве с создателями сериала «Робоцып» Сетом Грином и Мэтью Яном.

## Производство
Сериал был анонсирован летом 2012 года во время празднеств на Star Wars Celebration VI.
Хронологически действие сериала должно было занять место между событиями эпизодов «Месть ситхов» и «Новая надежда». В октябре 2012 года появился трейлер сериала и несколько коротких отрывков.
В марте 2013 года компания Lucasfilm отложила выход сериала, усомнившись в целесообразности выпуска комедийного сериала до выхода находившегося в производстве седьмого эпизода саги «Звёздные войны: Пробуждение силы».
В сентябре 2013 года, по словам Сета Грина, было завершено производство 39 серий, а также были готовы сценарии ещё 62 эпизодов сериала.
В ноябре 2020 года в интернете появилась 6-минутная серия под названием «Собачий полдень» (англ. Dog Day Afternoon). Кроме новых героев в эпизоде появляются Лэндо Калриссиан, Джаба Хатт и Боба Фетт.